# Църкви на мира
Църквите на мира (на полски: Kościoły Pokoju; на немски: Friedenskirche) в Швидница и Явор (област Долна Силезия) са най-големите дървени постройки в Европа, имащи религиозна функция. През 2001 г. те са включени в Списъка на световното културно и природно наследство на ЮНЕСКО.

## История
Църквите са създадени през втората половина на XVII век, в резултат на сключването на Вестфалския мирен договор, слагащ край на тридесетгодишната война (1618 – 1648). След сключване на договора, под натиска на протестантска Швеция император Фердинанд III Хабсбург дава на силезийските лютерани право да изградят три храма на терените, намиращи се под пряката му власт.

Императорското съгласие за изграждане на църкви на мира е съпроводено от допълнителни ограничения:

- сградите трябва да бъдат издигнати единствено от нетрайни материали (дърво, слама, глина, пясък)
- църквите могат да бъдат построени единствено извън чертите на града, на разстояние от градските стени, не по-голямо от обсега на едно оръдие
- не може да имат камбанарии и камбани, както и традиционната форма на християнски храм
- трябва да бъдат завършени в рамките на една година
- разходите по строежа им трябва да бъдат за сметка на протестантите
- към тях не могат да се създават енорийски училища

Построени са три такива църкви: в Глогув, Явор и Швидница. До наши дни са оцелели две от тях – църквата в Глогув е разрушавана двукратно: през 1654 г. е съборена от ураган, издигната е отново, но през 1758 г. изгаря по време на големия пожар в града.

## Църквата в Явор
Църквата е с размери 43,5 м дължина, 14 м широчина, 15,7 м височина и е разположена на площ от 1180 м². Вътре се събират 6000 души.

Всяка година от май до септември в Явор се организират Концерти на мира (на полски Koncerty Pokoju).

- Интериор на църквата в Явор

## Църквата в Швидница
Църквата е с размери 44 м дължина, 30,5 м широчина, построена е на площ от 1090 м² и събира 7500 души, от които 3000 седящи.
Църквата на мира „Света Троица“ в Швидница е най-големият дървен бароков храм в Европа. През 2001 г. е включена в Списъка на световното културно и природно наследство на ЮНЕСКО.
Едни от най-ценните елементи на църквата са амвонът и олтарът.
- Интериор на църквата на мира в Швидница

## Църквата в Глогув
Църквата на мира „Божи дом“ в Глогув е построена през 1652 г. но е унищожена от големия пожар в града през 1758 г. До днес са запазени единствено гравюри, на които може да се види как е изглаждала църквата. Това е първата евангелска църква на територията на Глогув.
Най-старото изображение на храма – върху карта на града с изобразени на нея сгради, е от 1698 г. и дава единствено бегла представа как е изглаждала църквата. Въз основа на тази карта неизвестен автор създава гравюра, изобразяваща храма.
Църквата изчезва от пейзажа на Глогув през 1758 г. по време на големия пожар в града. Мястото, на което се е намирал храмът и други опожарени църковни постройки, е използвано за разширяване на гробището, в което е построен и параклис. Гробището функционира до края на Втората световна война.